# Горња Аба
43° 53′ 27″ N 15° 14′ 00″ E / 43.89083° С; 15.23333° И
Горња Аба је ненасељено острвце у хрватском дијелу Јадранског мора. Налази се у Корнатском архипелагу око 0,7 km источно од Катине и око 2 km сјеверозападно од Гламоча. Дио је Парка природе Телашћица. Њена површина износи 0,225 km², док дужина обалске линије износи 2,04 km. Највиши врх је висок 75 m. Грађена је од кречњака кредне старости. Административно припада општини Сали у Задарској жупанији.